# Kao Kung
Kao Kung (čínsky pchin-jinem Gāo Gǒng, znaky 高拱, 1513–1578) byl čínský politik v říši Ming. Za vlády císaře Ťia-ťinga ve třetí čtvrtině 16. století zaujímal vysoké postavení v těsné blízkosti císaře, v letech 1565–1566 vykonával funkci ministra obřadů, poté velkého sekretáře a ministra státní správy, přičemž v letech 1571–1572 stál v čele velkého sekretariátu.

## Jména
Kao Kung používal zdvořilostní jméno Su-čching (čínsky pchin-jinem Sùqīng, znaky zjednodušené 肃卿, tradiční 肅卿) a umělecký pseudonym Čung-süan (čínsky pchin-jinem Zhōngxuán, znaky 中玄).

## Život
Kao Kung se narodil počátkem roku 1513 v Sin-čengu v provincii Che-nan. Soustředil se na studium konfucianismu a skládal úřednické zkoušky, jejich nejvyšší stupeň, palácové zkoušky složil mezi nejlepšími roku 1541.
Po zkouškách dostal místo v akademii Chan-lin. Postupně stoupal v hodnostech a úřadech. Od roku 1552 devět let sloužil jako učitel následníka trůnu, pozdějšího císaře Lung-čchinga (vládl 1567–1572). Lung-čching ho měl za nejdůvěryhodnějšího a nejoblíbenějšího ze svých učitelů. Zastával funkce náměstka ministra obřadů, náměstka ministra státní správy a roku 1565 se stal ministrem obřadů.
V dubnu 1566 byl s podporou prvního velkého sekretáře Sü Ťiea společně s Kuo Pchuem jmenován velkým sekretářem. Záhy byl však cenzorem obviněn z neloajality k panovníkovi, útok považoval za inspirovaný Sü Ťiem a začal mu oponovat. Byl talentovaným politikem, rozhodně hájícím své postoje, ale i nemálo domýšlivým až neomaleným. Opatření, která považoval za správná, agresivně prosazoval bez ohledu na precedenty a pravidla, což ho vystavovalo kritice kontrolních úřadů. Jeho tendence ke koncentraci moci ve vlastních rukách spojená s nedostatkem taktu oslabovala jeho politickou pozici a znemožnila mu získání silné politické podpory mezi úřednictvem, což vedlo k jeho relativně brzkému pádu.
Začátkem roku 1567 zemřel císař Ťia-ťing. Sü Ťie sestavil (s pomocí Čang Ťü-čenga, tehdy zástupce velkého sekretáře) Ťia-ťingův poslední edikt, „politickou závěť“ a zorganizoval nástup na trůn císařova syna Lung-čchinga. Odmítl přitom pomoc ostatních velkých sekretářů, včetně Kao Kunga, což posílilo rozpory mezi nimi. Sü i Kao se v první polovině roku 1567 prostřednictvím svých stoupenců vinili z různých přehmatů. Nicméně vlna žalob, která se snesla na Kao Kunga, byla silnější a v červnu 1567 musel odejít z úřadu.
Následující rok byl však nucen rezignovat i Sü Ťie a naopak Kao Kung se s pomocí svého dlouholetého spojence Čang Ťü-čenga začátkem roku 1570 vrátil do úřadu velkého sekretáře. Současně – velmi neobvykle – vykonával i funkci ministra státní správy. Po návratu čistil úřady od svých kritiků, a protože jeho spojenec Čang Ťü-čeng měl dobré a těsné vztahy s císařskými eunuchy, společně brzy získali kontrolu nad celou administrativou. S Čang Ťü-čengem ozdravil státní finance, posílil regionální administrativu jmenováním schopných úředníků, uzavřel mír s mongolským Altan-chánem, který ukončil několik desetiletí válčení na severní hranici říše Ming. Problémy státu řešil efektivně, nicméně případ od případu, bez celkové reorganizace administrativy. Autoři oficiální historie mingské říše (Ming-š’) jeho styl vlády vystihli slovy
| „ | Dal jsem Jin Čeng-maovi milion liangů (37,3 tuny) stříbra; možná si strčí polovinu do kapsy, ale se zbytkem svůj úkol splní. | “ |
| — | |   |

Roku 1571 vytlačil z velkého sekretariátu prvního sekretáře Li Čchun-fanga, bývalého Sü Ťieova spojence, a zaujal jeho místo. Roku 1572 se však s Čang Ťü-čengem rozešel, znepřátelil si i eunuchy císařského paláce a po smrti Lung-čchinga roku 1572 byl proto nucen rezignovat. Dožil ve svém rodišti, kde se věnoval psaní pamětí Ping-tcha i-jen (病榻遺言, „Poslední slova z lůžka nemocného“). Zemřel roku 1578.